# 아마네 세나
아마네 세나(일본어: 天音 汐那, 1995년 11월 7일~)는 일본 여성 가수이자, 그라비아 아이돌이다.
2018년 8월 30일, 자신의 트위터로 '가쓰라기 세나'에서 '아마네 세나'로 개명했음을 알렸다.